# Журавское (Ставропольский край)
Жура́вское — село в составе Новоселицкого района (муниципального округа) Ставропольского края России.

## Варианты названия
- Журавка,
- Журавская,
- Журавская МТС[3]

## История
Село Журавка основано в 1816 году (по другим данным в 1811 или в 1795 году). 
В 1902 году население Журавского вместе с Падинским составляло 6876 человек, площадь надельной земли — 31 006 десятин (под посевами — 10 395 десятин), поголовье сельскохозяйственных животных — 6567 голов крупного рогатого скота и 7743 овцы:15.
В 1924 году в Журавском образовалось машинное товарищество «Резниково».
На 1 марта 1966 года село Журавское являлось центром Журавского сельсовета Александровского района Ставропольского края. В состав территории сельсовета входили 6 населённых пунктов: сёла Журавское, Падинское; посёлки Виноградный, Плодосовхоз; хутора Весёлая Роща, Грозный:7.
На 1 января 1983 года Журавское — центр Журавского сельсовета Новоселицкого района. Территория сельсовета включала 3 населённых пункта: Журавское, посёлок Артезианский и хутор Весёлая Роща:23.
До 16 марта 2020 года административный центр упразднённого Журавского сельсовета.

## Население
| 1897  | 1902  | 1903  | 1908  | 1925  | 1926  | 1989  | 2002  | 2010  | 2014  |
| ----- | ----- | ----- | ----- | ----- | ----- | ----- | ----- | ----- | ----- |
| 5009  | ↗6876 | ↘5320 | ↗6297 | ↘4272 | ↗4418 | ↘2466 | ↗2995 | ↘2972 | ↗3000 |
| 2021  |       |       |       |       |       |       |       |       |       |
| ↘2665 |       |       |       |       |       |       |       |       |       |

По данным переписи 2002 года в национальной структуре населения преобладают русские (88 %).

## Инфраструктура
- Дворец культуры[22]
- Библиотека[23]

## Образование
- Детский сад № 24. Открыт 6 июня 1983 года[24]
- Средняя общеобразовательная школа № 5. Открыта 11 января 1968 года[25]

## Люди, связанные с селом
- Михаил Нарган (1924, Журавское — 1971, Журавское) — сержант Рабоче-крестьянской Красной Армии, участник Великой Отечественной войны, Герой Советского Союза (1945).

## Памятники
- Братская могила воинов и красных партизан, погибших в годы гражданской и Великой Отечественной войн. 1918—1920, 1942—1943, 1920 года, реставрация в 1965 году[26]
- Братская могила советских граждан, расстрелянных фашистами. 1942, 1958 годы[27]
- Памятник В. И. Ленину. 1962 год[28]

## Общественные кладбища
Площадь кладбища села Журавского — 57 683 м². Кроме того, на южной окраине села, примерно в 800 м от здания администрации Журавского сельсовета, расположено кладбище площадью 35 733 м². Юго-западнее села есть ещё одно кладбище, площадью 4951 м².

## Стихия
- Любой сильный дождь может подтопить жилые дома[30]